# Quero (Paucartambo)

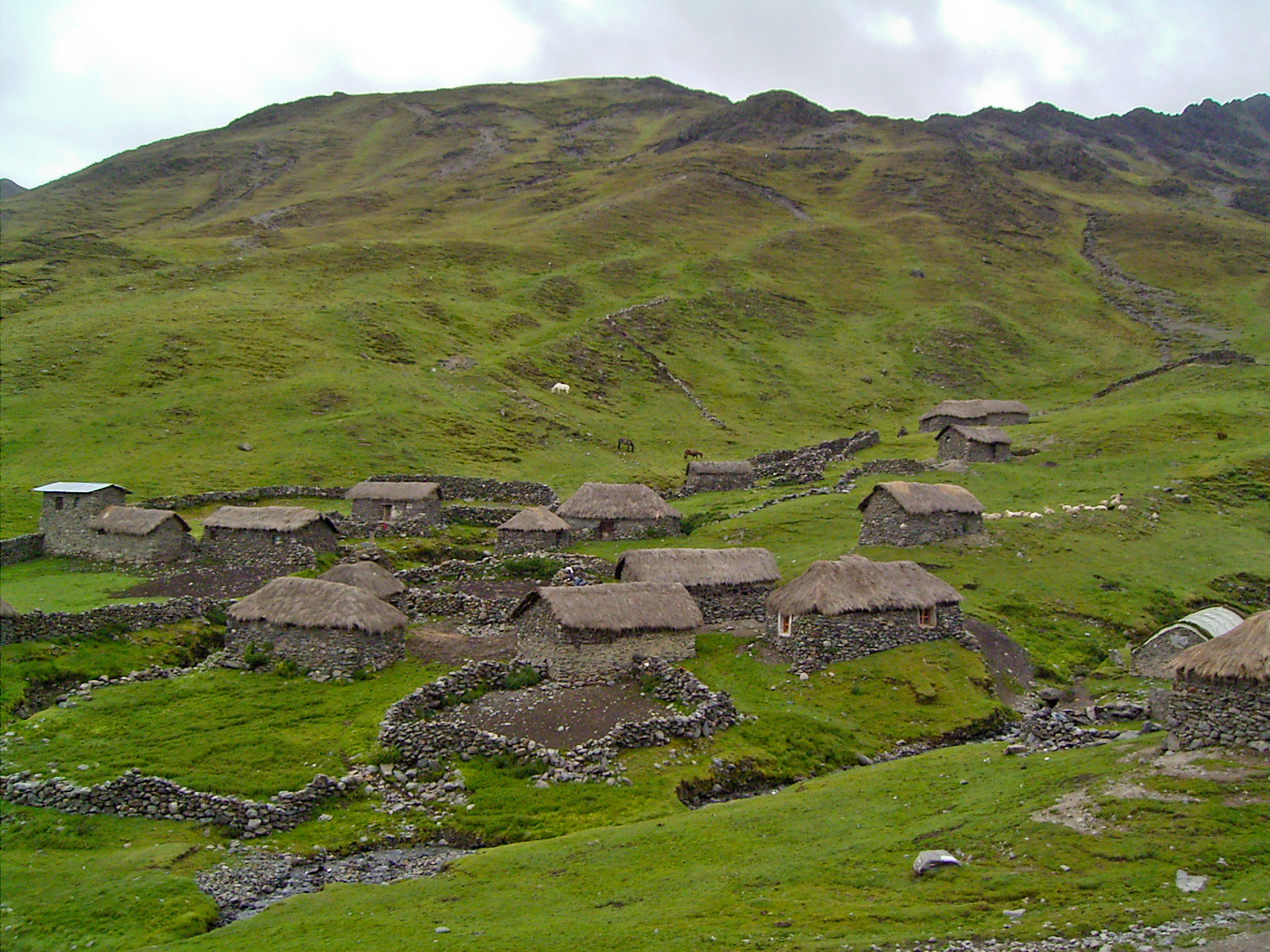
Pueblo Q'ero.

Quero, Q'ero o Q'iru (quechua sureño: q'iru, 'madera') es una comunidad quechua en la Provincia de Paucartambo en el Departamento del Cuzco en el Perú.
Q'ero es muy conocido por sus mitos andinos recopilados en 1955 por Óscar Núñez del Prado de la Universidad Nacional de San Antonio Abad del Cusco, entre ellos el mito de Inkarrí.
La nación Q'ero es uno de los pueblos antiguos del Tawantisuyo o Imperio Incaico, que viven en la región del Antisuyo. Sus descendientes se encuentran en los alrededores del monte Ausangate en la vía conocida como Interoceánica Sur que actualmente está siendo asfaltada. El pueblo principal de esa zona es Marcapata en la Provincia de Quispicanchi.
El 21 de noviembre del 2007, la cultura del pueblo de Q'ero fue declarada patrimonio cultural de la nación peruana; esta declaratoria manifiesta que la comunidad de Q'ero ha conservado su identidad a través del tiempo enriqueciendo el acervo cultural del Perú.

## Pachacuti
"Una profecía andina, custodiada y guardada por la nación Q’ero, dice que sus rituales y sus formas tradicionales de relacionarse con los Dadores de Vida son la medicina que necesitamos para vivir en armonía con la naturaleza y restablecer el equilibrio entre el humano y la Pachamama”. Este es un fragmento de la profecía del Pachacuti.

## Altomisayoc María Apaza Machaca
La nación Q’ero, en el alto Cusco, es considerada el último ayllu descendientes de los incas y su autoridad espiritual máxima es la Altomisayoc María Apaza Machaca, la interlocutora de los Apus y la Pachamama.  Es la única mujer altomisayoc (sacerdotisa espiritual) de la nación Q’ero. Sus hijos del linaje Apaza Machaca son los pampamisayoc Jorge Samata Apaza, Manuel Jerillo Apaza ,Marcelino Samanta Apaza, Benedicto Samata Apaza y Rosa Jerillo Apaza  .